# Primo Bergomi
Primo Bergomi, né le 1er janvier 1917 à Milan et mort 1er décembre 1987 est un coureur cycliste sur piste italien.

## Palmarès

### Championnats nationaux
- Champion d'Italie de vitesse amateurs en 1939
- Champion d'Italie de vitesse professionnels en 1940, 1943[21] et 1945

### Grand Prix
- Grand Prix de l'U.V.I. : 1941
- Grand Prix de Turin : 1942